# 社会生活基本調査
社会生活基本調査（しゃかいせいかつきほんちょうさ）は、日本社会における生活時間と余暇活動について調べる5年周期の統計調査である。統計法に基づいて基幹統計調査に指定されており、総務省統計局が調査を担当している。この調査の結果を基に作成される統計が社会生活基本統計であり、家事、睡眠、通勤、メディア接触などの日常的な時間使用状況や、スポーツ、娯楽、旅行、交際、学習などの文化的・社会的活動の実態に関する基礎的なデータを提供している。無償労働の貨幣評価や男女間の家事労働の分担などの分析にも使用されている
。

## 概要
全国から無作為抽出した世帯を対象とし、10歳以上の世帯員について調査を行う。主要な内容は、2日の間にどのような活動にどれだけの時間を使ったかを15分刻みで答える「生活時間」と、旅行・学習・スポーツ・趣味・娯楽・ボランティアなどの過去1年間の実施状況を答える「生活行動」の2種類である。(p203)
第1回の社会生活基本調査は1976年（昭和51年）におこなわれた。高度経済成長によって生活水準の大幅な向上を成し遂げたあとの1970年代の日本社会では、経済的な豊かさに還元できない「生活の質」への関心が高まっていた。社会生活基本調査はこのような時代の産物といえる(p95)。それまであまり調査されてこなかった余暇活動に焦点を当てるものであり、当時の統計法に基づいて指定統計第114号の指定を受けている。その後、5年に一度（西暦末尾が1または6の年）の周期で調査が継続しておこなわれてきた。
- 1976年（昭和51年）第1回調査
- 1981年（昭和56年）第2回調査
- 1986年（昭和61年）第3回調査
- 1991年（平成3年）第4回調査
- 1996年（平成8年）第5回調査
- 2001年（平成13年）第6回調査
- 2006年（平成18年）第7回調査
- 2011年（平成23年）第8回調査
- 2016年（平成28年）第9回調査
- 2021年（令和3年）第10回調査

2007年の統計法全面改正にともなう経過措置により、第8回（2011年）調査からは基幹統計調査として実施されている。